# Gran Premio Valencia 2021
Gran Premio Valencia 2021, znany również jako Clàssica Comunitat Valenciana 1969 - Gran Premio Valencia 2021 – 37. edycja wyścigu kolarskiego Gran Premio Valencia, który odbyło się 24 stycznia 2021 na liczącej 97 kilometrów trasie z miejscowości La Nucia do Tavernes de la Valldigna. Impreza kategorii 1.2 jest częścią UCI Europe Tour 2021.
W 2021 impreza została reaktywowana po 16-letniej przerwie, poprzednia jej edycja odbyła się w 2005. Jest ona pierwszym europejskim wyścigiem z kalendarza UCI rozgrywanym w sezonie 2021.

## Drużyny
| ProTeams (8)- Arkéa-Samsic - Bardiani CSF Faizanè - Burgos-BH - Caja Rural-Seguros RGA - Eolo-Kometa - Equipo Kern Pharma - Euskaltel-Euskadi - Total Direct Énergie Continental teams (5)- Canyon dhb SunGod - Electro Hiper Europa - Gios - Tarteletto-Isorex - Vino-Astana Motors Reprezentacja- Hiszpania |
| |

## Klasyfikacja generalna
| \| Klasyfikacja generalna \| Klasyfikacja generalna \| Klasyfikacja generalna \| Klasyfikacja generalna \| Klasyfikacja generalna \| \| Kolarz \| Kolarz \| Państwo \| Drużyna \| Czas \| \| ---------------------- \| ---------------------- \| ---------------------- \| ---------------------- \| ---------------------- \| \| 1. \| Lorrenzo Manzin \| Francja \| Total Direct Énergie \| 2h 13' 05" \| \| 2. \| Mikel Aristi \| Hiszpania \| Euskaltel-Euskadi \| + 0" \| \| 3. \| Amaury Capiot \| Belgia \| Arkéa-Samsic \| + 0" \| \| 4. \| Enrique Sanz \| Hiszpania \| Equipo Kern Pharma \| + 0" \| \| 5. \| David González López \| Hiszpania \| Caja Rural-Seguros RGA \| + 0" \| \| 6. \| Luca Pacioni \| Włochy \| Eolo-Kometa \| + 0" \| \| 7. \| Mikel Alonso Flores \| Hiszpania \| Euskaltel-Euskadi \| + 0" \| \| 8. \| Filippo Fiorelli \| Włochy \| Bardiani CSF Faizanè \| + 0" \| \| 9. \| Rory Townsend \| Irlandia \| Canyon dhb SunGod \| + 0" \| \| 10. \| Juan José Lobato \| Hiszpania \| Euskaltel-Euskadi \| + 0" \| |                      |           |                        |            |
| |                      |           |                        |            |
| Źródło: ProCyclingStats |                      |           |                        |            |
| Klasyfikacja generalna |                      |           |                        |            |
| Kolarz | Kolarz               | Państwo   | Drużyna                | Czas       |
| 1. | Lorrenzo Manzin      | Francja   | Total Direct Énergie   | 2h 13' 05" |
| 2. | Mikel Aristi         | Hiszpania | Euskaltel-Euskadi      | + 0"       |
| 3. | Amaury Capiot        | Belgia    | Arkéa-Samsic           | + 0"       |
| 4. | Enrique Sanz         | Hiszpania | Equipo Kern Pharma     | + 0"       |
| 5. | David González López | Hiszpania | Caja Rural-Seguros RGA | + 0"       |
| 6. | Luca Pacioni         | Włochy    | Eolo-Kometa            | + 0"       |
| 7. | Mikel Alonso Flores  | Hiszpania | Euskaltel-Euskadi      | + 0"       |
| 8. | Filippo Fiorelli     | Włochy    | Bardiani CSF Faizanè   | + 0"       |
| 9. | Rory Townsend        | Irlandia  | Canyon dhb SunGod      | + 0"       |
| 10. | Juan José Lobato     | Hiszpania | Euskaltel-Euskadi      | + 0"       |